# Azur Air
AZUR Air (юридична назва ТОВ «АЗУР Ейр») — російська чартерна авіакомпанія, що базується в московському аеропорту Внуково і виконує рейси для туроператора ANEX Tour, входить до складу холдингу Anex Tourism Group. Під цим брендом компанія почала працювати з грудня 2014 року. AZUR air виконує перевезення пасажирів на міжнародних напрямках, забезпечуючи потреби найбільших російських туроператорів. Міжнародні чартерні рейси здійснюються з 30 міст Росії.
До кінця 2014 року компанія іменувалася Катекавіа і була регіональної авіакомпанією, що спеціалізується на авіаперевезеннях в Сибірському і Приволзькому федеральних округах. До березня 2015 року авіакомпанія була дочірнім перевізником авіакомпанії Ютейр. Сьогодні це самостійний перевізник.

## Історія
Авіакомпанія AZUR air була створена на базі авіакомпанії "Катекавіа" в 2014 році. З авіакомпанії був повністю виведений флот в авіакомпанію Турухан, а AZUR air отримала свій перший Boeing 757-200. Перший політ був здійснений 17 грудня 2014 року в Шарм-ель-Шейх. Протягом першого року флот компанії став налічувати чотирнадцять літаків, представлених двома типами — Boeing 767-300 і Boeing 757-200.
У 2012 році Ютейр викупив 25 % акцій авіакомпанії "Катекавіа", а в 2013 році частка статутного капіталу склала 75 %. У 2015 році компанія air AZUR повністю стала самостійною і незалежною після продажу Ютейр решти акцій. Восени 2015 року відбулося перейменування юридичної особи і заміна сертифіката експлуатанта.
У лютому 2016 р. авіакомпанія air AZUR отримала допуск Росавіації до виконання міжнародних маршрутів на регулярній основі.

## Маршрутна мережа
За річної програмі 2016 року авіакомпанія виконує рейси по наступним чартерним напрямами:
З 6 листопада 2015 року авіакомпанія припинила польоти в Єгипет.

## Флот

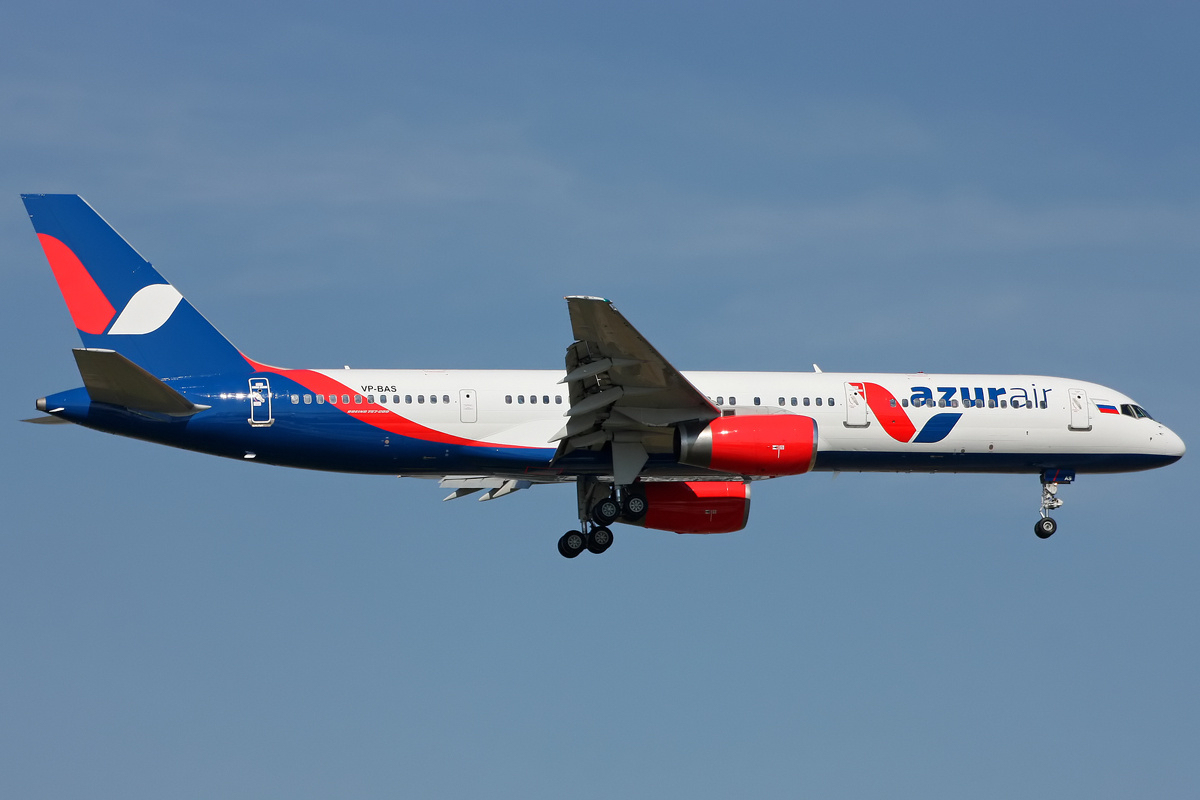
Boeing 757-200 в кольорах Air Azur

Станом на серпень 2017 року середній вік повітряного парку авіакомпанії становить 19,9 років. У флот входять наступні моделі літаків:

## Показники діяльності
Кількість перевезених пасажирів:
- 2011 — 115,4 тис.[8]

- 2015 — 2,38 млн[9]

## Аварії та катастрофи

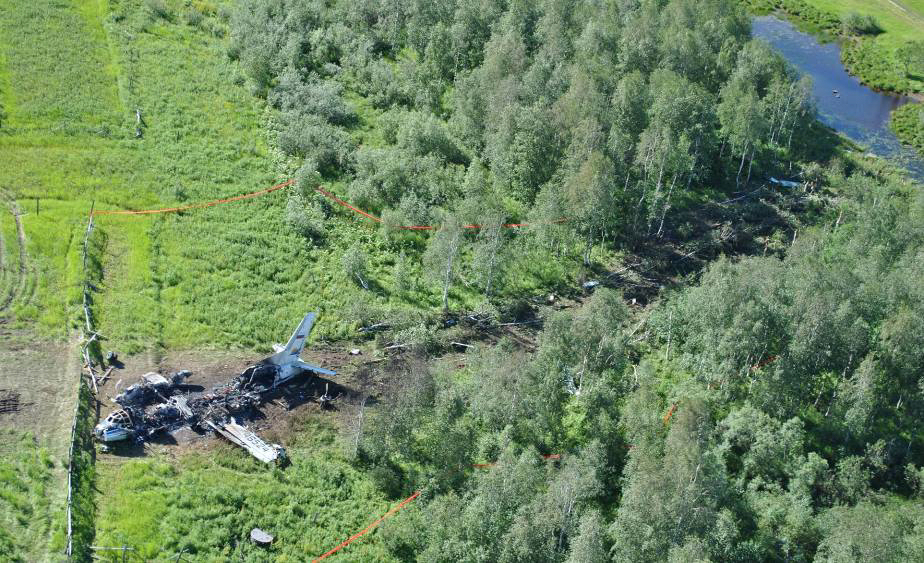
Ан-24 після катастрофи 2010 року

- 2 серпня 2010 року при заході на посадку в аеропорту Ігарки, в Красноярському краї сталася катастрофа літака Ан-24[10]. Загинули 11 пасажирів і бортпровідник, члени льотного екіпажу вижили. Причиною катастрофи стало неприйняття екіпажем своєчасного рішення про відхід на друге коло і зниження літака нижче встановленої мінімально безпечної висоти (100 м) при відсутності надійного візуального контакту з вогнями ЗПС[11].

- 26 листопада 2014 року літак Ту-134, який стояв на злітній смузі аеропорту Ігарки в сильний мороз, примерз до злітної смуги, і пасажирам (вахтовикам, яких цей літак повинен був перевозити чартерним рейсом) довелося штовхати цей літак, у якого нібито замерзла гальмівна система шасі[12]. Цей епізод зняли на відео і виклали запис в інтернет. Пізніше з'явилися спростування[13], зокрема технічний директор авіакомпанії «Катекавіа» Володимир Артеменко повідомив:

| Ліві лапки | Самолёт был полностью технически исправен и не мог примёрзнуть к перрону. Также не могло быть замерзания тормозных систем шасси. | Праві лапки |

Західно-Сибірська транспортна прокуратура провела перевірку виконання законодавства про безпеку польотів, щоб оцінити законність дій всіх учасників: служби аеропорту, авіакомпанії, екіпажу і пасажирів. Директор аеропорту Ігарки Максим Аксьонов зробив поспішну заяву, що вахтовики зробили це відео «заради селфі», старший помічник Західно-Сибірського транспортного прокурора Оксана Горбунова також заявила, що вважає цю подія розіграшем, що люди не змогли б зрушити літак з місця. Сам політ після цього інциденту пройшов нормально.
- 26 лютого 2016 року пасажирський лайнер Boeing 767 авіакомпанії «Азур-Ейр», що вилетів з московського аеропорту Домодєдово в Пхукет, здійснив екстрену посадку в Ташкенті. За попередніми даними, причиною цього стало спрацьовування датчика низького рівня масла в двигуні.
- 23 листопада 2016 року пасажирський лайнер Boeing 767 авіакомпанії "Азур-Ейр", що вилетів з московського аеропорту Домодєдово в Пунта-Кана, здійснив аварійну посадку в аеропорту Домодєдово через пташку, що потрапила в двигун.
- 21 грудня 2016 року пасажирський лайнер Boeing 767 авіакомпанії «Азур-Ейр» при розбігу в аеропорту Кольцово перервав зліт з причини несправності двигуна і при екстреній зупинці викотився за межі ЗПС на 60 метрів.
- 23 січня 2017 року пасажирський лайнер Boeing 757 авіакомпанії «Азур-Ейр», який прямував з Пхукет (Таїланд) в Самару, здійснив екстрену посадку в аеропорту Новосибірська Толмачево. Спочатку лайнер повинен був приземлитися в Новосибірську для дозаправки, але здійснив аварійну посадку через несправність шасі. Також у Boeing 757 виявлені пошкодження акустичної панелі двигуна і закрилки.[19]
- 6 квітня 2017 року пасажирський лайнер Boeing 757-200 авіакомпанії «Азур-Ейр», що прямував з Таїланду в Кемерово був змушений повернутися в аеропорт Утапао біля Паттаї після виявлення несправності. Через годину після зльоту в літака спрацював датчик несправності правого двигуна і капітан ухвалив рішення повернутися в Таїланд[20].

## Випадки
- 30 вересня 2022 рейс літака Azur Air за маршрутом Уфа—Анталія було затримано в Уфі на дев'ять годин через те, що другого пілота літака забрали у військкомат безпосередньо від штурвала літака. По гучнимовному зв'язку аеропорту було дано оголошення: |  | У зв'язку з [частковою] мобілізацією та подальшою забороною перетину кордону для другого пілота зліт скасовується. Просимо вас залишити літак. |Літак мав стартувати о 5:20 ранку, але вилетів лише близько 14:00.